# توم فيليب
توم فيليب (بالإنجليزية: Tom Philip)‏ هو لاعب دوري الرغبي بريطاني، ولد في 25 يونيو 1983 في إدنبرة في المملكة المتحدة.